# Spelt
Spelt (Triticum spelta) is een eenjarige plant uit de grassenfamilie (Poaceae) uit het geslacht Tarwe (Triticum). Spelt wordt beschouwd als een primitievere variant van de gewone tarwe, die door kruising uit andere soorten is ontstaan. Het is een graansoort die sinds ongeveer 5000 v.Chr. verbouwd wordt. Er komen veel mengvormen met en overgangen naar gewone tarwe voor, omdat spelt gemakkelijk kruist met de in de nabijheid verbouwde tarwesoorten.

## Geschiedenis
De ontwikkeling is waarschijnlijk als volgt gegaan: eenkoren (2n = 14) heeft zich gekruist met een verwante, wilde grassoort (2n = 14).
De ontstane diploïde bastaard (hybride) was niet fertiel. Door verdubbeling van het chromosomenaantal is een soort met een tetraploïde aantal chromosomen ontstaan (2n = 4x = 28). Van deze fertiele hybride stamt emmertarwe (Triticum dicoccum) af.
Emmertarwe heeft zich gekruist met de diploïde grassoort Aegilops squarrosa (synoniem: Triticum tauschii, 2n = 14). Ook deze steriele hybride heeft zich alleen na een verdubbeling van de chromosomen kunnen voortplanten (hybridogene polyploïdie). Hieruit ontstonden uiteindelijk hexaploïde tarwesoorten, namelijk gewone tarwe (Triticum aestivum) en spelt (Triticum spelta).
Volgens recent DNA-onderzoek is de Europese spelt mogelijk pas later ontstaan uit een kruising van dwergtarwe (Triticum compactum) met emmertarwe of harde tarwe of durumtarwe (Triticum durum), soorten die al langer bestonden.
Het oorsprongsgebied van de soorten eenkoorn en emmertarwe ligt in de Vruchtbare Halve Maan, meer dan 9000 jaar geleden. Dit is het gebied waar hun wilde voorouders voorkomen en waar ook de oudste resten in opgravingen zijn teruggevonden. Archeologische vondsten tonen verder aan dat deze primitieve graansoorten, zo'n 6000 jaar geleden, verbouwd werden in Perzië en op het grondgebied van het huidige Irak en Anatolië, het huidige Turkije. Circa 5000 v. Chr. verscheen spelt in de Nijldelta, waar in de Egyptische koningsgraven emmertarwe terugvonden is. Omstreeks dezelfde tijd werd vanuit Azië via de Balkan de akkerbouw naar Midden-Europa gebracht; ook in Zuid-Limburg is bij opgravingen spelt gevonden. De uit Hongarije afkomstige bandkeramische cultuur verspreidde zich over grote delen van Europa, en vestigde zich ook in wat nu Zuid-Limburg is.
Bij Romeinse opgravingen wordt eveneens spelt gevonden, onder meer in Voerendaal bij een Romeinse villa. De Romeinen waardeerden spelt vanwege de goede eigenschappen van het speltmeel of bloem. Tot in de middeleeuwen was spelt een wijdverbreide graansoort. Vooral in Zwaben (Bodensee, Federsee) werd spelt veel gebruikt. De benedictijnse abdis Hildegard van Bingen schreef in de 12e eeuw dat spelt alles bevat wat de mens nodig heeft om te leven: Spelt maakt deugdelijk bloed, geeft een rein gemoed en de gave van blijmoedigheid.
Na de 11de eeuw werd spelt verdrongen door gewone tarwe, omdat die een hogere opbrengst heeft en niet gepeld hoeft te worden. Spelt is namelijk een bedekte graansoort, maar in tegenstelling tot gerst en rijst zijn de kafjes niet met de korrel vergroeid. Bij deze twee graansoorten worden de korrels tijdens het 'pellen' geraspt. Spelt moet na de oogst gepeld worden om het kaf van het koren te scheiden. Dit pellen gebeurt tussen twee, van zandsteen gemaakte molenstenen, de ligger en de loper. De stenen mogen niet te dicht over elkaar lopen, omdat anders de korrels stuk gemalen worden. De spelt kan ook gepeld worden met een pelmachine. Spelt heeft een brosse aarspil, waardoor gemakkelijk oogstverliezen kunnen optreden.
De speltvariëteiten die tegenwoordig geteeld worden, zijn - net als bij gewone tarwe - ontstaan door zaadselectie en kruising. De basis voor de huidige speltproductie is vooral gelegd door Zuid-Duitse firma's, die sinds 1989 experimenteerden met het telen van spelt en hun productie met veel succes als 'oergraan' in de markt zetten. Sinds 2000 teelt men ook biologische spelt. Critici stellen dat het daarbij in eerste instantie om een mythe gaat, die door marketing en dankzij gezondheidshypes via de media wordt verbreid. De spelttelers stellen op hun beurt dat zij gebruik maken van een gevarieerdere genenpoel dan de gangbare tarweproductie, die vooral door multinationale ondernemingen wordt beheerst.

## Teelt
Spelt wordt onder meer verbouwd in Zwaben (rassen: Bauländer Spelz, Schwabenkorn), Zwitserland, Oostenrijk (rassen: Hubel, Ostro) en België (rassen: Hercule, Redouté, Rouquin). Andere rassen die in Duitsland geteeld worden zijn Emilius, Franckenkorn (genoemd naar de kweker Peter Franck), Holstenkorn en Oberkulmer Rotkorn. Franckenkorn is ontstaan uit een terugkruising met tarwe en is niet zuiver spelt. De eerste moderne speltprojecten in Nederland ontstonden in de jaren 1990. De bekendste zijn biologisch akkerbouwbedrijf 'Landgoud' in Groningen en 'Kollenberger Spelt' in Zuid-Limburg. Na 2012 zijn er meerdere nieuwe projecten ontstaan.
Er is kritiek geweest vanuit de Koninklijke Nederlandse Akademie van Wetenschappen op de duurzaamheid van spelt als voedingsgrondstof. Spelt heeft meer landbouwgrond nodig dan moderne tarwesoorten om dezelfde opbrengst te leveren. In Zuid-Duitsland, waar een groot deel van de in Nederland verwerkte spelt vandaan komt, liggen de opbrengsten van spelt nauwelijks lager dan die van normale tarwe. De speltkorrels moeten daarna nog worden gepeld, waardoor er minder eindproduct overblijft (4000 tot 6000 kg per ha). Bij de teelt wordt evenveel kunstmest gebruikt als bij de normale tarweteelt. Spelt is wel legeringsgevoeliger en wordt daarom (net als normale tarwe) met groeiremmers bespoten. Bij de biologische teelt zijn de opbrengsten lager. De prijs van (ongepelde) spelt is tweeënhalf tot drie keer zo hoog als die van gewone tarwe. Ook zijn de opslag- en verwerkingskosten hoger, doordat er gepeld moet worden en er meer opslagcapaciteit nodig is. Ongeveer dertig procent van de speltvrucht bestaat uit kaf.

### Biologisch
Bij de biologische landbouw is er belangstelling voor de teelt van spelt omdat het minder bemesting nodig heeft en een grotere resistentie heeft tegen plantenziekten en insectenvraat. De zogenaamde harde korrel heeft een hoog gehalte aan gluten, wat gunstig is bij het bakken van brood. Hierdoor is spelt niet geschikt voor mensen met glutenintolerantie, een afwijking die bij 0,5% van de blanke Europeanen voorkomt. Doordat het graan nauw verwant is aan tarwe is het doorgaans ook niet geschikt voor mensen met tarweallergie. Mensen die last hebben van (niet-allergische) overgevoeligheid voor gluten (naar schatting 5 tot 6% van de Westerse bevolking) en ook anderen zeggen vaak baat te hebben bij het eten van speltproducten. Het wetenschappelijke bewijs daarvoor is echter nog beperkt.
Spelt stelt minder eisen aan de grond dan tarwe. Biologische spelt mag niet sterk bemest worden, omdat het onder meer legeringsgevoelig is. Niet-biologisch geteelde spelt wordt daarom met groeiremmers behandeld. Spelt wordt gezaaid vanaf begin oktober tot eind oktober op een rijafstand van 13 – 16 cm. Per hectare is aan zaaigraan ongeveer 200 kg ongepelde spelt nodig. De plant wordt ongeveer 130 cm hoog. In de eerste helft van juni komt de plant in aar en begin augustus kan met een maaidorser geoogst worden. Door de brosse aarspil kan gemakkelijk oogstverlies optreden. In Nederland kan een hectare spelt onder goede omstandigheden tussen de 4 en 7 ton ongepelde spelt opleveren. Na het pellen blijft 60-70% over, dus 2,5 tot 5 ton graankorrels per hectare.

## Speltproducten

### Meelproducten

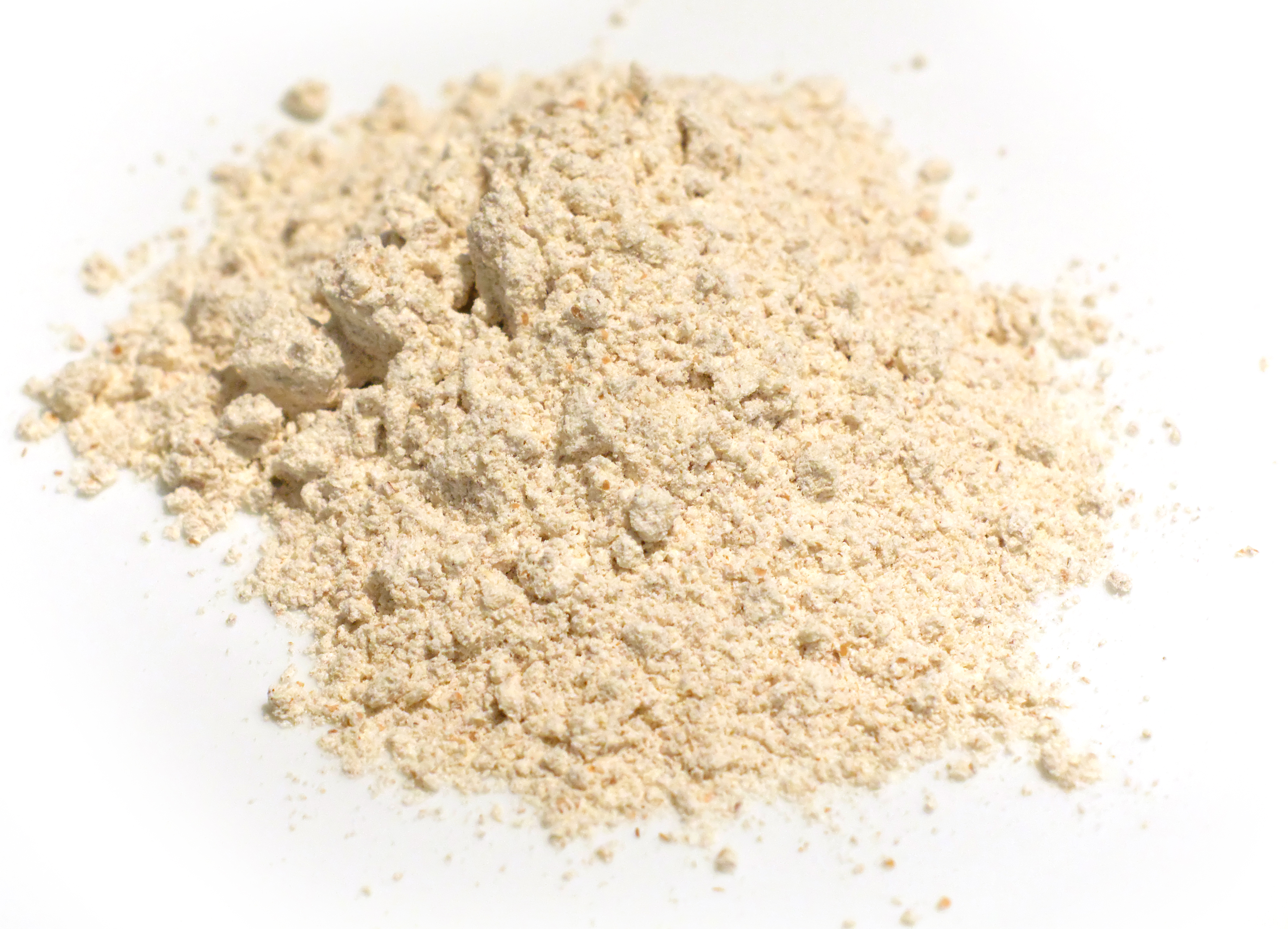
Speltmeel

Speltmeel, speltbloem en speltbrood zijn vaak te verkrijgen bij biologische winkels. Speltmeel en speltbloem worden ook aangeboden in winkels van korenmolens. De meeste bakkers en supermarkten hebben speltbrood in hun assortiment, en soms speltkoekjes. Voor speltbrood wordt meestal geen meel gebruikt, zoals bij volkorentarwebrood, maar bloem, waardoor het brood minder vezels bevat. De voedingswaarde van de volkorenproducten is ongeveer vergelijkbaar, gewoon speltbrood heeft een lagere voedingswaarde dan volkorentarwebrood. Het Nederlands Bakkerij Centrum raadt aan geen gezondheidsclaims aan speltbrood te verbinden, omdat de voordelen (nog) niet bewezen zijn; wel kan men uit dit oogpunt bezien aanraden de volkorenvariant van spelt- en tarweprodukten te gebruiken. Speltbrood is lastiger te bereiden, waarom bakkers en meelproducenten vaak tarwegluten en tarwemeel aan de gemalen spelt toevoegen. Er zijn niettemin steeds meer speltproducten zonder deze toevoegingen verkrijgbaar.
Van spelt wordt ook macaroni en andere soorten pasta's gemaakt. Met het kaf kunnen kussens worden gevuld.

#### Gebruik
In recepten kan de genoemde hoeveelheid tarwemeel of bloem door dezelfde hoeveelheid speltmeel of speltbloem worden vervangen.
De hele (rijpe) speltkorrel kan ook gebruikt worden bij de warme maaltijd als vervanger van rijst. In Zuid-Duitsland wordt spelt vanouds als Grünkern in de vorm van onrijp gedroogde graankorrels door onder andere soep gegeten. Als zodanig is het vergelijkbaar met het gebruik van gort in Nederland, Noord-Duitsland en Schotland.

#### Voedingswaardetabel
| Voedingswaarde | Bevat per 100g |
| -------------- | -------------- |
| Energie        | 1340 kJ        |
| Water          | 12,5 g         |
| Eiwit          | 11,6 g         |
| Vet            | 2,7 g          |
| Koolhydraten   | 62,4 g         |
| Vezel          | 8,8 g          |
| Natrium        | 3,0 mg         |
| Kalium         | 447 mg         |
| Calcium        | 22 mg          |
| Fosfor         | 411 mg         |
| Magnesium      | 130 mg         |
| IJzer          | 4,2 mg         |
| Fluor          | 0,06 mg        |
| Vitamine E     | 0,30 mg        |
| Vitamine B1    | 0,30 mg        |
| Vitamine B2    | 0,10 mg        |
| Niacine        | 1,50 mg        |
| Vitamine B6    | 0,30 mg        |

### Bieren
Een aantal bieren heeft spelt als belangrijkste graansoort. Het wordt onder andere gemaakt door brouwerijen in België en in Nederland. Spelt zorgt voor een bleke kleur en een stevige, frisse en volle smaak. Het zetmeel in spelt wordt echter tijdens het mouten en de navolgende enzymatische omzetting tijdens het brouwen slecht in suikers omgezet en verdwijnt dus grotendeels in de bierbostel en wordt zodoende als veevoeder afgezet.

## Afbeeldingen

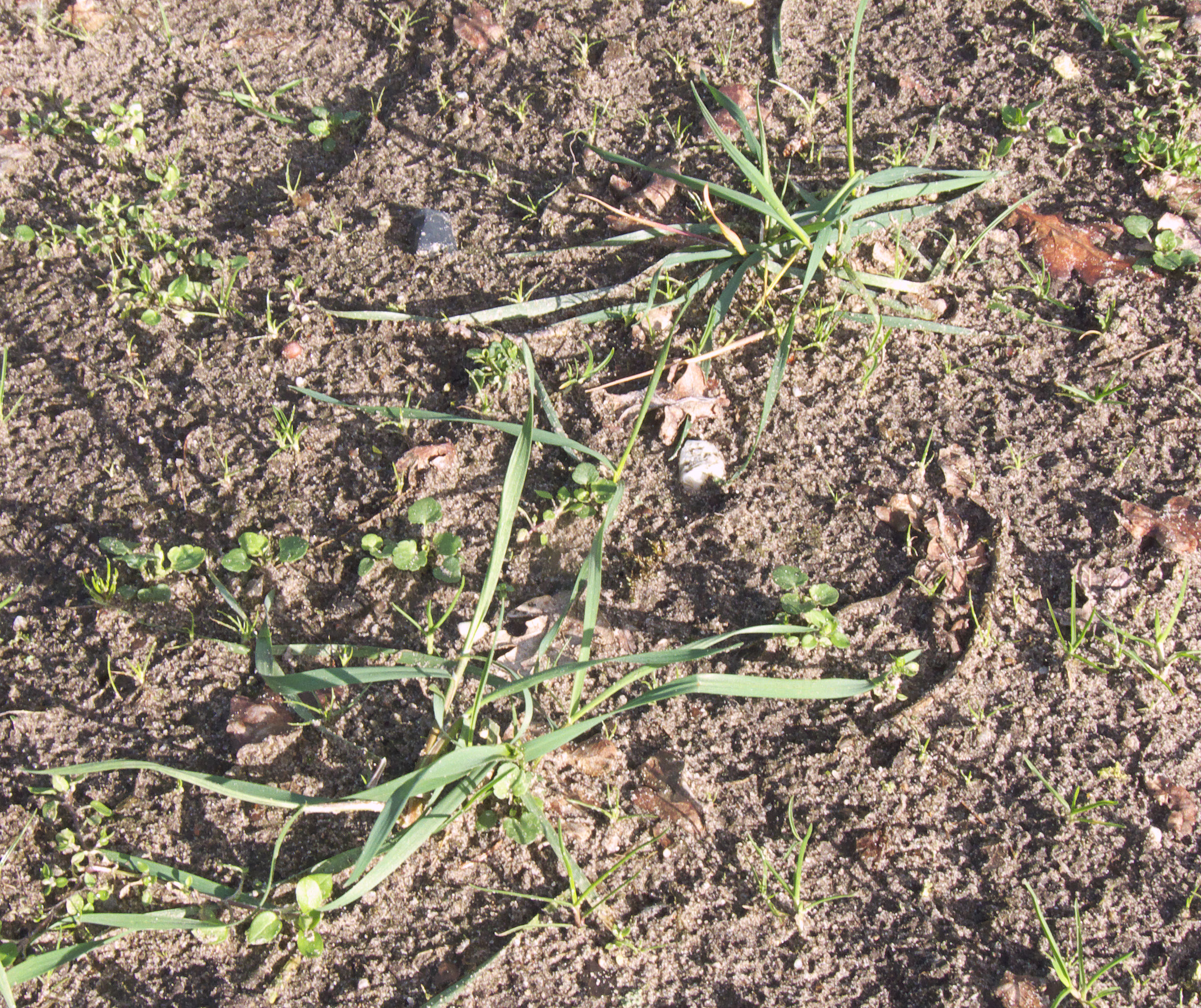
Speltplanten in februari
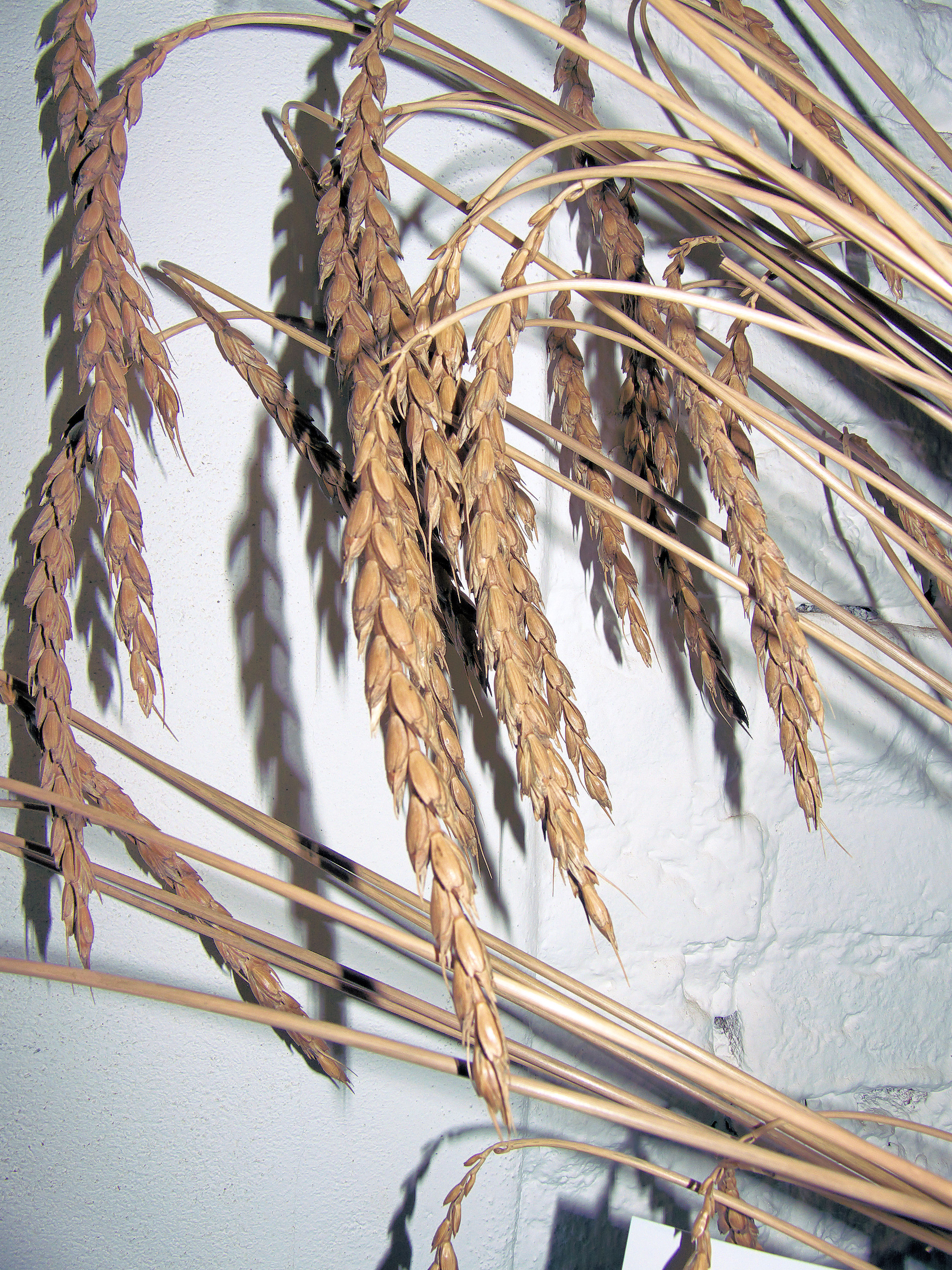
Spelt
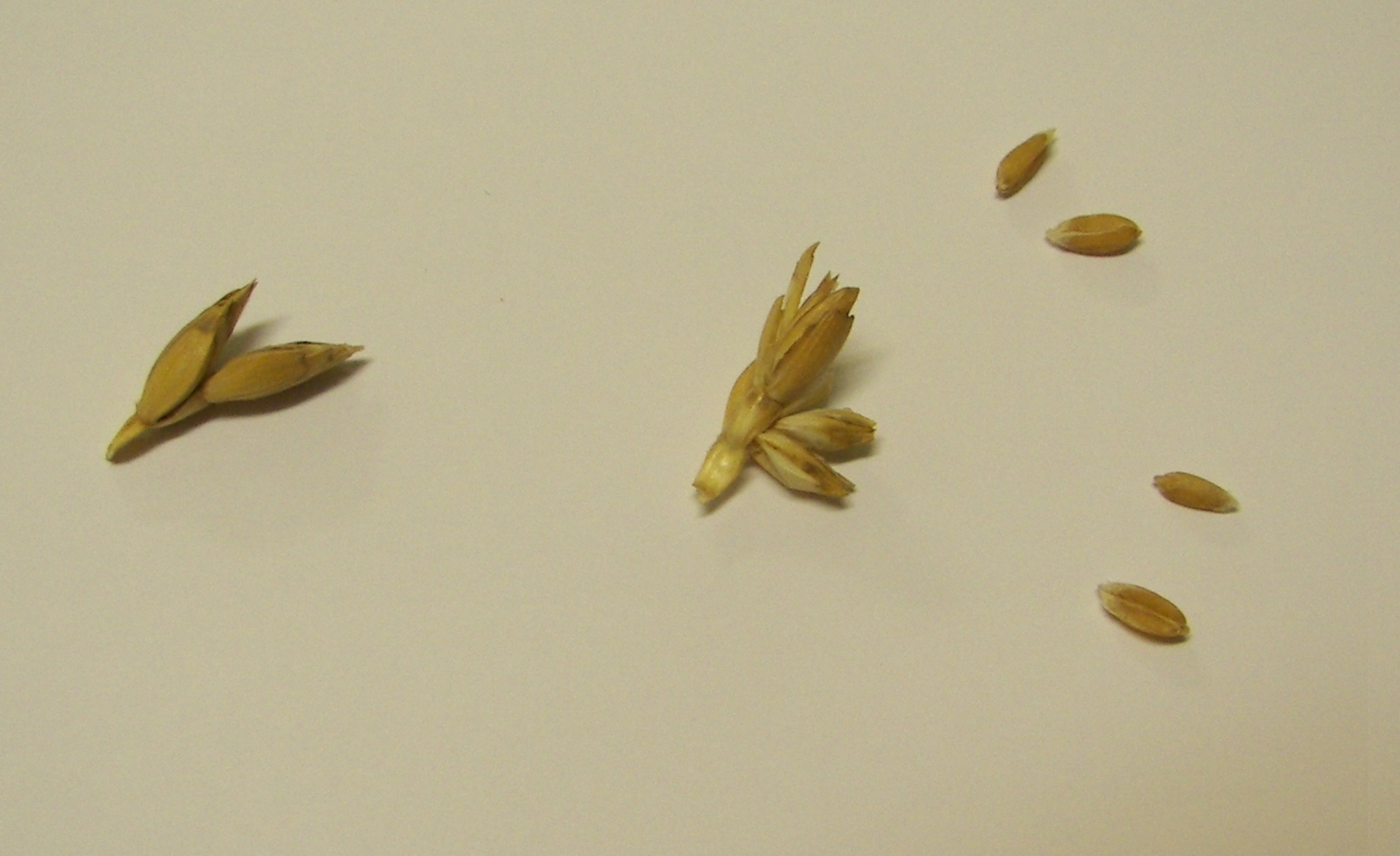
Links een stuk speltaar voor het pellen, in het midden het kaf dat na pellen overblijft, rechts de uit dit stukje speltaar afkomstige speltkorrels.
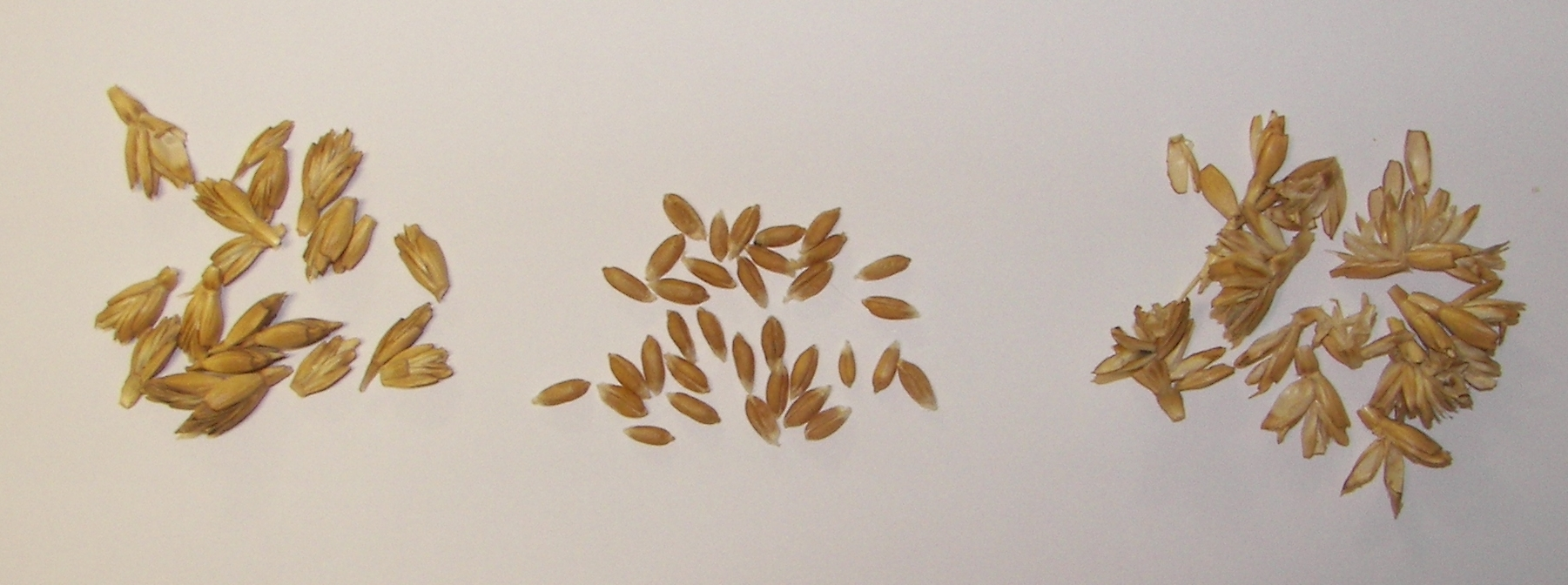
Links een paar speltkorrels voor het pellen, in het midden de gepelde korrels, rechts het kaf dat overblijft
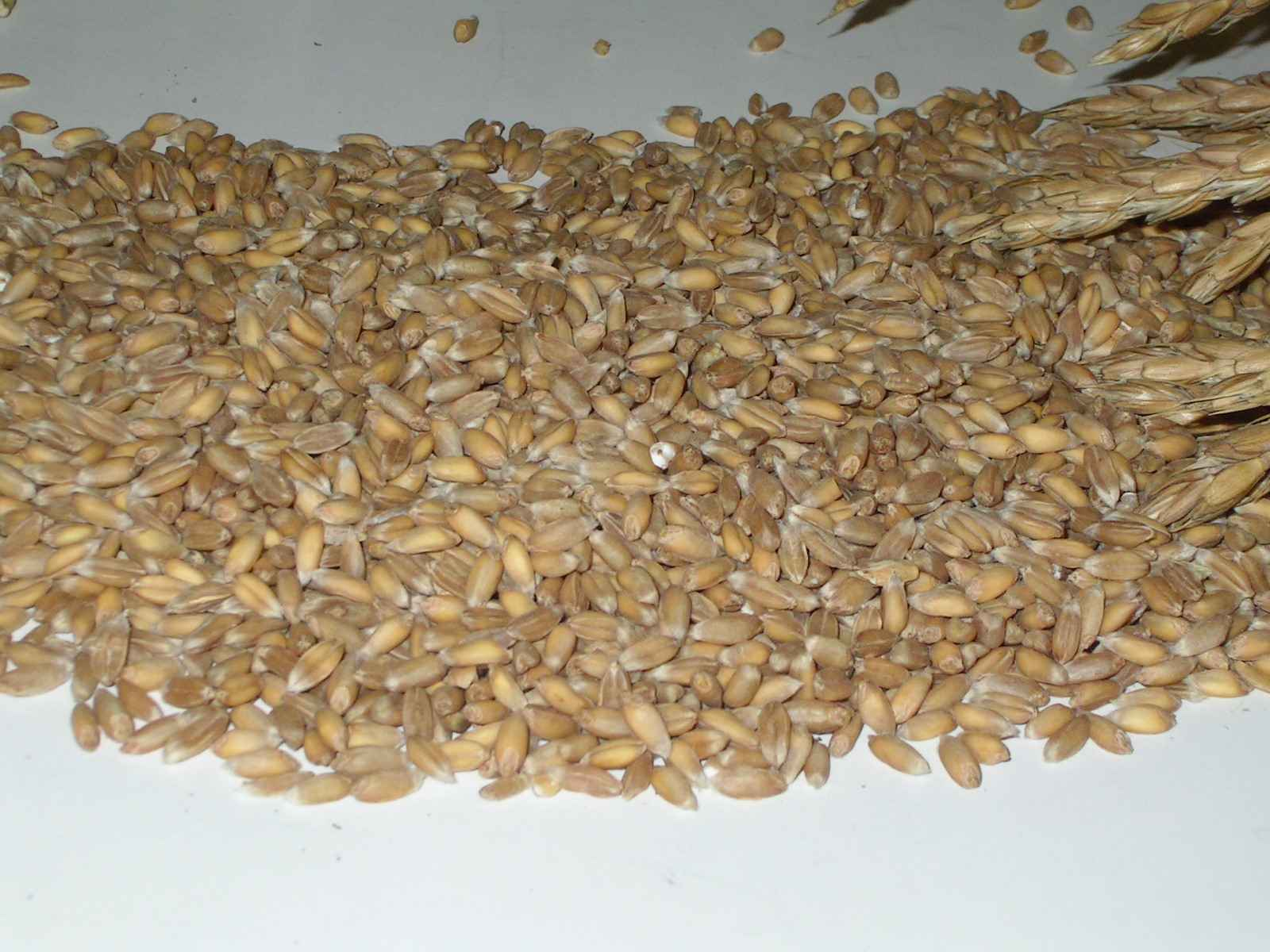
Speltkorrels na pellen
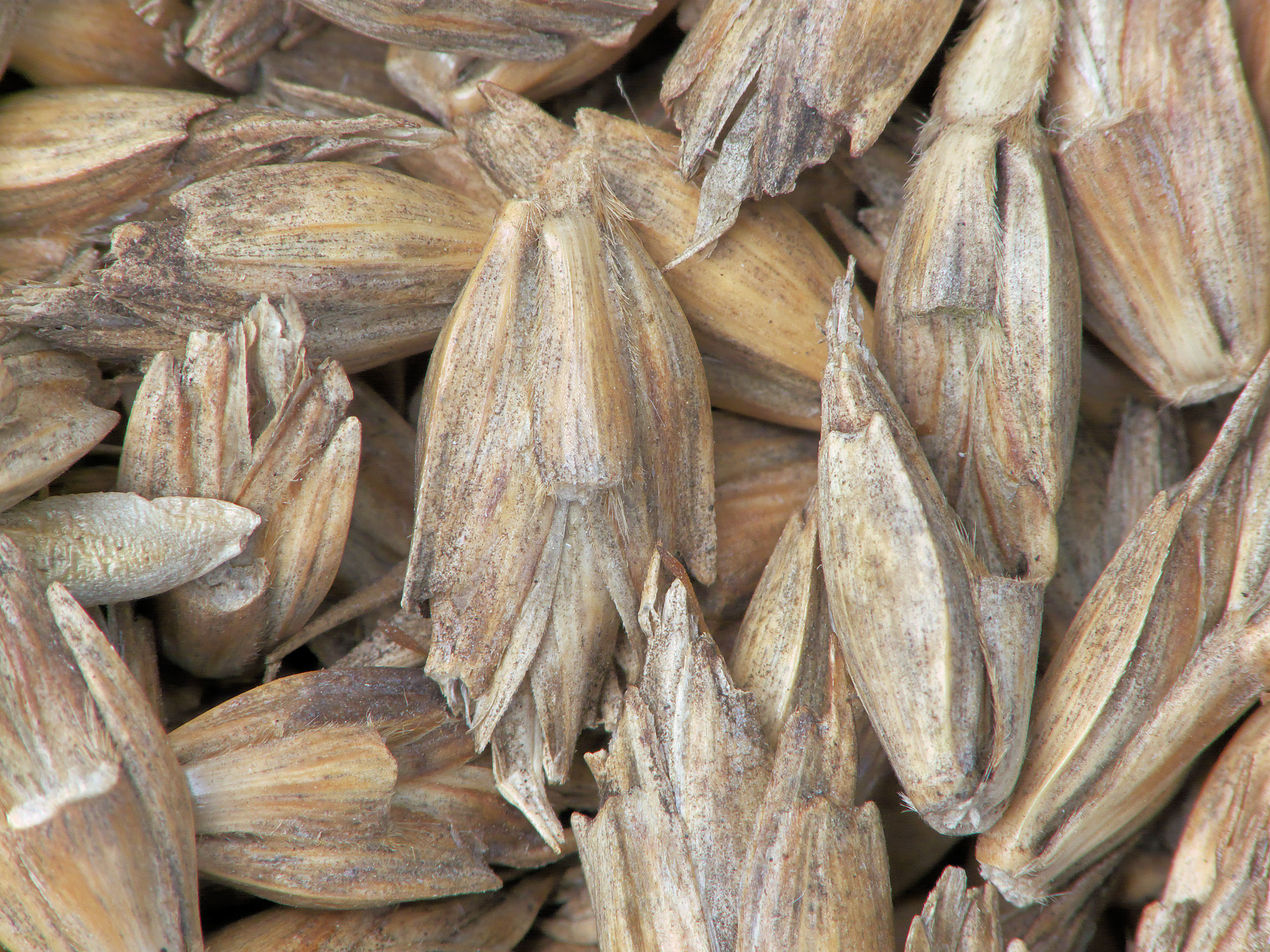
Aartjes voor het pellen. Elk met twee graankorrels
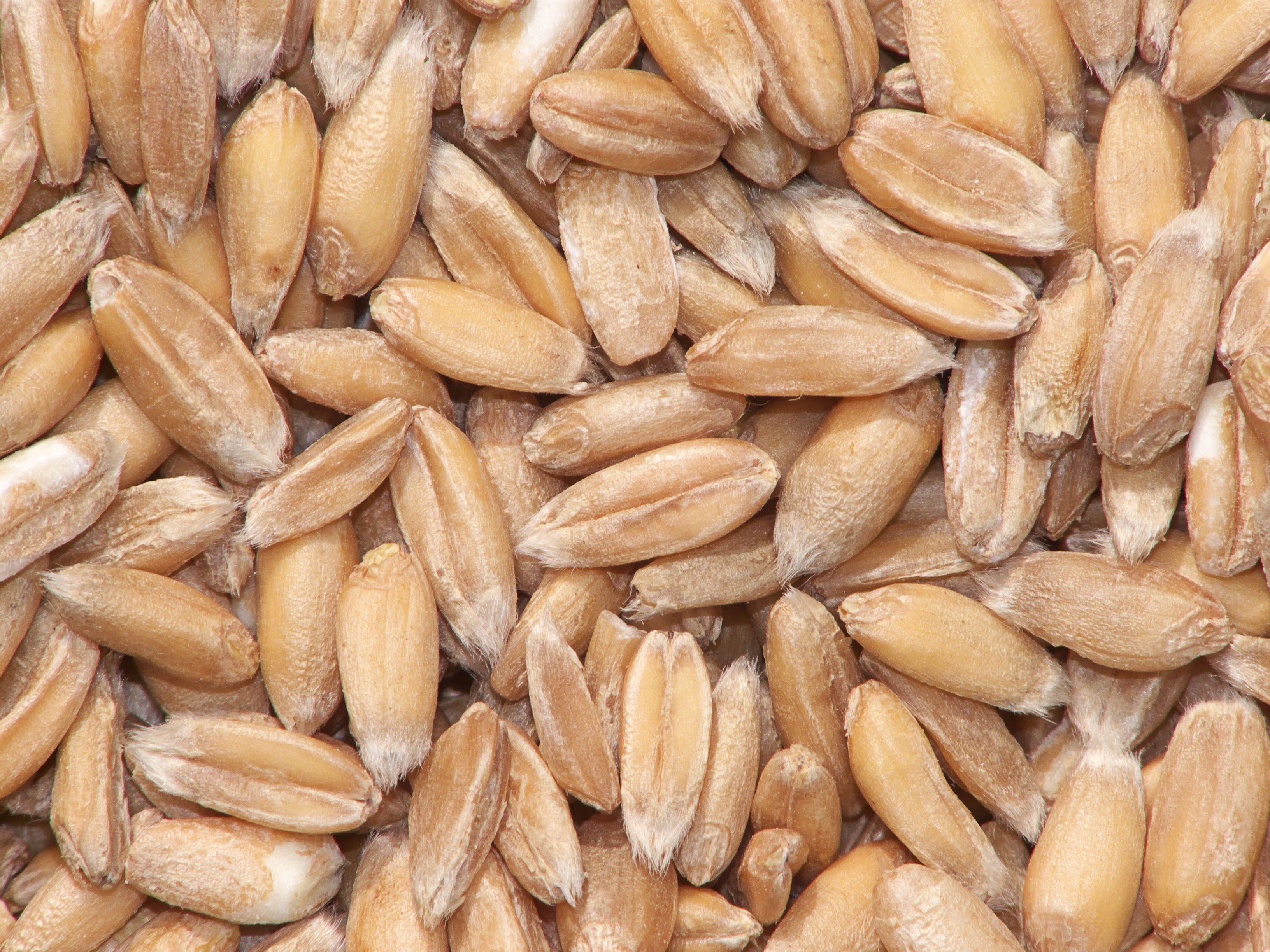
Speltkorrels 7–8 mm lang van Hulshorster Enk
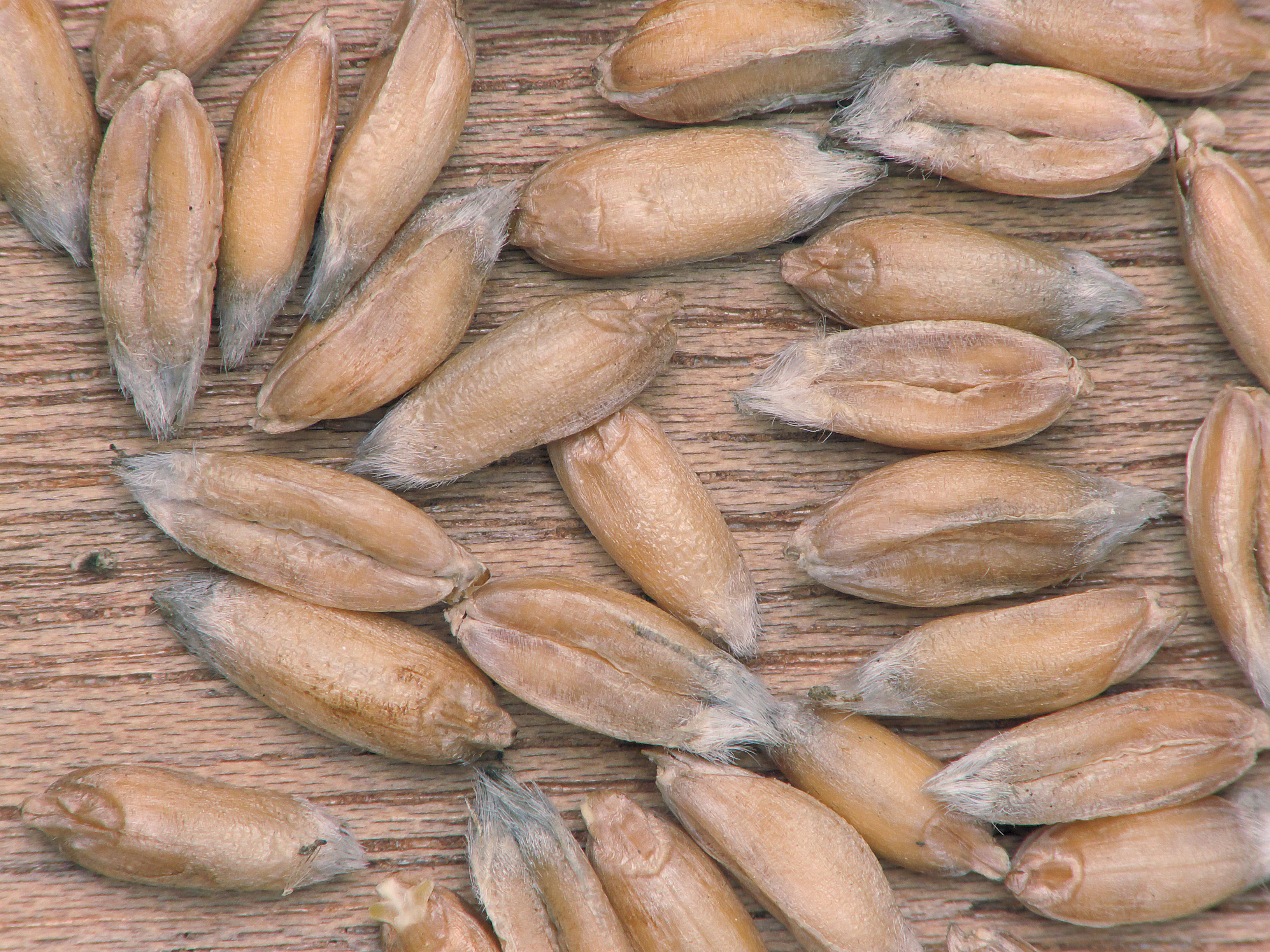
Speltkorrels, 10 mm lang
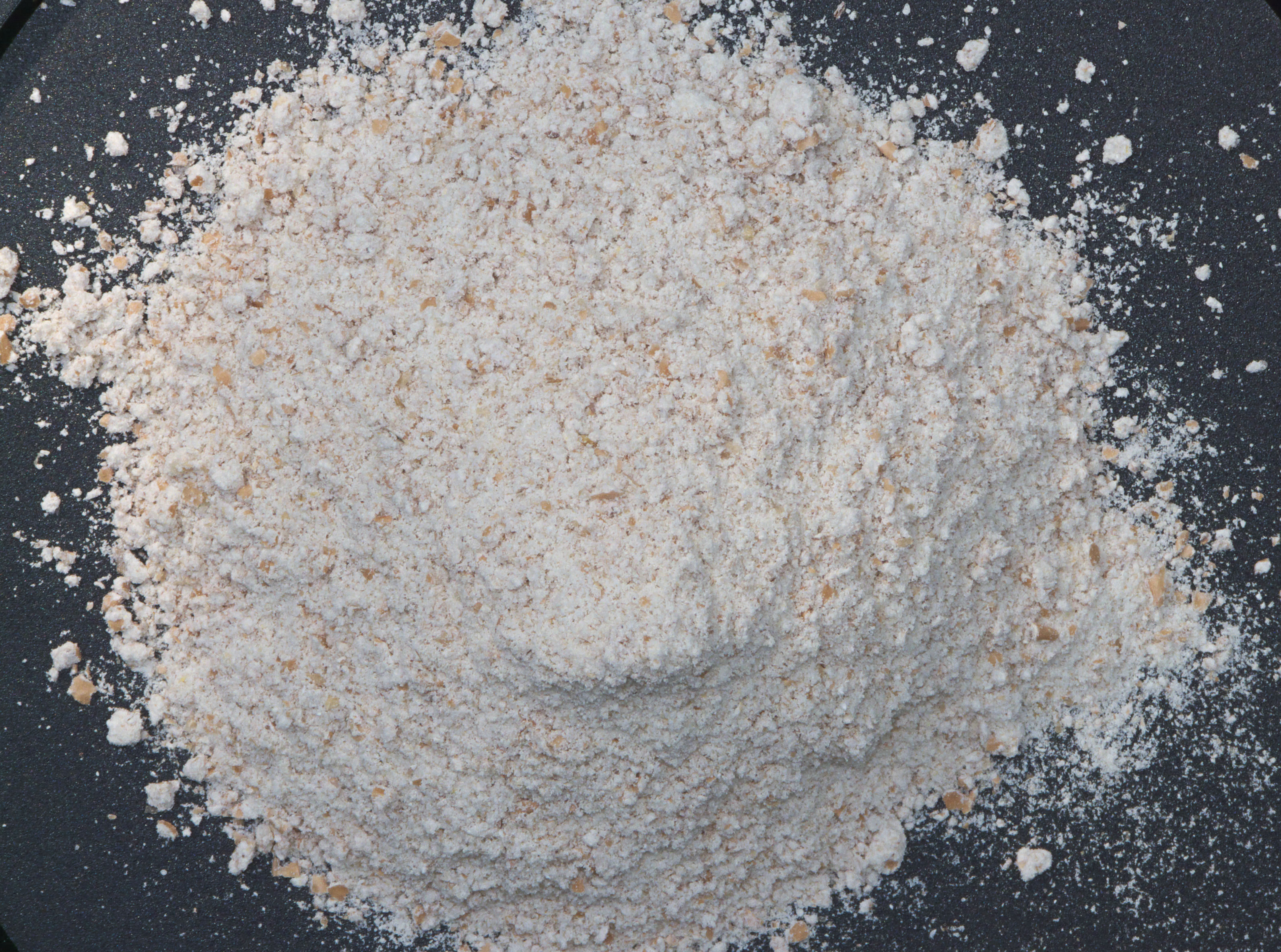
Speltmeel van Hulshorster Enk
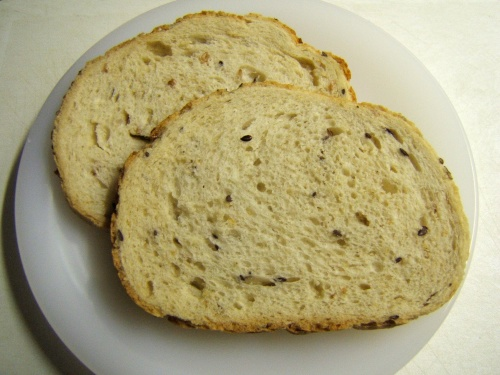
Brood gebakken met spelt